# مزرعه سادات
مزرعه سادات یکی از روستاهای دهستان لواسان کوچک بخش لواسانات در شهرستان شمیرانات استان تهران ایران است.

## جمعیت
جمعیت این روستا بر اساس سرشماری سال ۱۳۸۵ حدود ۱۰۷ نفر در ۳۴ خانوار بوده‌است که قطعاً تا کنون افزایش یافته‌است.